# Found on South Street
Found on South Street è un film del 2015 diretto da Jonathan Blair.